# Herse (satélite)
Herse antiguamente conocido como S/2003 J 17 es un satélite natural de Júpiter. Fue encontrado por un grupo de astrónomos dirigido por Brett J. Gladman, en 2003.
S/2003 J 17 tiene cerca de 2 kilómetros de diámetro, y orbita a Júpiter a una distancia media de 22,134 millones de km en 672,752 días, con una inclinación de 162° respecto de la eclíptica (161° del ecuador de Júpiter), en dirección retrógrada y excentricidad orbital de 0,2379.
Es uno de los miembros del grupo de Carmé, satélites irregulares y retrógrados que orbitan a Júpiter a distancias entre los 23 y los 24 millones de km, y con incinaciones cercanas a los 165º.
Ha sido nombrado como la diosa Herse, una hija de Zeus y Selene, la luna en la mitología griega, el 11 de noviembre de 2009.